# Petskovaara
Petskovaara är en kulle i Finland.   Den ligger i den ekonomiska regionen Norra Lappland och landskapet Lappland, i den norra delen av landet, 1 000 km norr om huvudstaden Helsingfors. Toppen på Petskovaara är 340 meter över havet, eller 92 meter över den omgivande terrängen. Bredden vid basen är 4,3 km.
Terrängen runt Petskovaara är platt åt nordost, men åt sydväst är den kuperad.  Trakten runt Petskovaara är nära nog obefolkad, med mindre än två invånare per kvadratkilometer.